# Frequenzgruppe
Mit Frequenzgruppen (Plural, englisch critical bands) bezeichnet man beim menschlichen Hören Frequenzbereiche, die gemeinsam ausgewertet werden. Eine Auswertung in Frequenzgruppen erfolgt z. B. bei der Bestimmung der Lautstärke, des Klangs oder der Richtung des Schalls. Eine Ausnahme ist die Auswertung der Tonhöhe selbst: hier ist die Frequenzauflösung wesentlich größer (siehe Tonhöhenauflösung).
Im Deutschen taucht häufig auch die Rückübersetzung kritische Frequenzbandbreite aus dem Englischen auf. Sie erscheint allerdings unpräzise und nicht im Sinne ursprünglicher Definitionen der Fachliteratur (siehe z. B. Zwicker 1961, JASA).
Der Frequenzbereich der für den Menschen hörbaren Frequenzen kann modellhaft in etwa 24 Frequenzgruppen (engl. critical bands) eingeteilt werden. Eine Frequenzgruppe umfasst hierbei
- bei Frequenzen unterhalb von 500 Hz einen Frequenzbereich von etwa 100 Hz,
- bei Frequenzen oberhalb von 500 Hz etwa den Frequenzbereich einer kleinen Terz, was annähernd einem Frequenzverhältnis von {\displaystyle {\tfrac {5}{6}}} entspricht.

Diese Einteilung wird durch die Bark-Skala beschrieben, auf der eine Frequenzgruppe gerade eine Breite von 1 Bark hat. Siehe auch ERB-Skala und Mel-Skala.

## Tabelle
| Nummer des Bandes in Bark | Untere Frequenzgrenze in Hz | Obere Frequenzgrenze in Hz | Bandbreite in Hz |
| ------------------------- | --------------------------- | -------------------------- | ---------------- |
| 1                         | 0                           | 100                        | 100              |
| 2                         | 100                         | 200                        | 100              |
| 3                         | 200                         | 300                        | 100              |
| 4                         | 300                         | 400                        | 100              |
| 5                         | 400                         | 510                        | 110              |
| 6                         | 510                         | 630                        | 120              |
| 7                         | 630                         | 770                        | 140              |
| 8                         | 770                         | 920                        | 150              |
| 9                         | 920                         | 1080                       | 160              |
| 10                        | 1080                        | 1270                       | 190              |
| 11                        | 1270                        | 1480                       | 210              |
| 12                        | 1480                        | 1720                       | 240              |
| 13                        | 1720                        | 2000                       | 280              |
| 14                        | 2000                        | 2320                       | 320              |
| 15                        | 2320                        | 2700                       | 380              |
| 16                        | 2700                        | 3150                       | 450              |
| 17                        | 3150                        | 3700                       | 550              |
| 18                        | 3700                        | 4400                       | 700              |
| 19                        | 4400                        | 5300                       | 900              |
| 20                        | 5300                        | 6400                       | 1100             |
| 21                        | 6400                        | 7700                       | 1300             |
| 22                        | 7700                        | 9500                       | 1800             |
| 23                        | 9500                        | 12000                      | 2500             |
| 24                        | 12000                       | 15500                      | 3500             |

## Bildung

### Im Gehirn
Seit den 1980er Jahren wurde zunehmend klar, dass die wahrscheinliche Ursache für die Frequenzgruppen im auditorischen Mittelhirn lokalisiert ist. Dort sind im zentralen Kern des Colliculus inferior die Neuronen und der Einzugsbereich ihrer Dendriten in Schichten (Laminae) geordnet. Hierbei besteht in der Fläche einer Schicht eine Fein-Skalierung nach akustischen Frequenzen, während von Schicht zu Schicht eine Grob-Skalierung im Abstand einer Frequenzgruppe vorliegt. Anatomisch und physiologisch nachgewiesen ist dies bei der Katze, der Maus und der Ratte.

### Historische Theorie: Im Innenohr

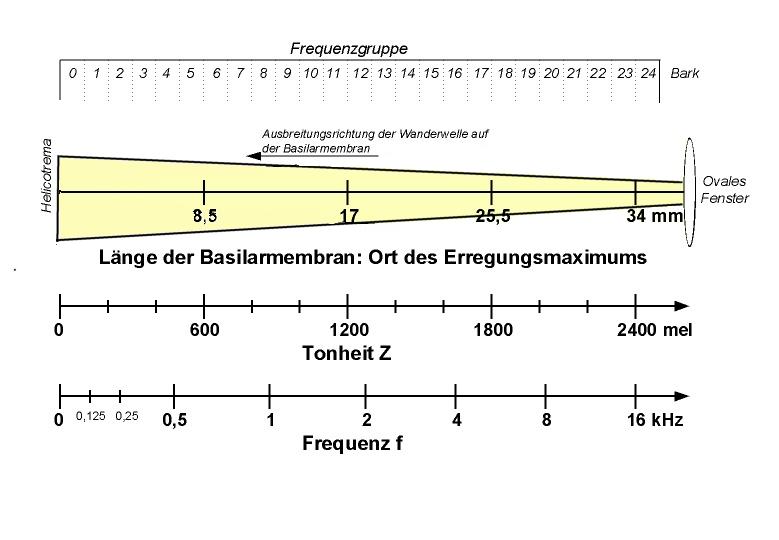
Zusammenhang zwischen Frequenzgruppe, Ort auf der Basilarmembran, Tonheit in mel und Frequenz

Das Konzept der Frequenzgruppe mit ihrer Entstehung bereits im Innenohr wurde in den 1940er Jahren von Harvey Fletcher entwickelt. Es gründete sich ausschließlich auf psychoakustische Daten; anatomische oder physiologische Daten lagen noch nicht vor. Seither wurden keine Beobachtungen gemacht, die diese Lokalisation unterstützen könnten.
Die Bildung der Frequenzgruppen basiert auf der Umsetzung von Schall in Nervenimpulse im Innenohr. Die unterschiedlichen Frequenzen des Schalls werden von der Basilarmembran im Innenohr umgesetzt in Auslenkungsmaxima an unterschiedlichen Positionen und erregen die hier befindlichen Nervenzellen. Jede von ihnen ist für eine unterschiedliche Tonhöhenempfindung verantwortlich.
Nach der o. g. Theorie wird zur Bildung der Frequenzgruppen die Länge der Basilarmembran in 24 gleich lange Abschnitte eingeteilt, und die Nervenimpulse aus jedem dieser Abschnitte gemeinsam ausgewertet.
Die Breite der Frequenzgruppen lässt sich in Einheiten der subjektiven Tonhöhe ausdrücken:
1 Frequenzgruppe = 100 mel = 1,3 mm auf der Basilarmembran

## Signalverarbeitung
Die Bildung von Frequenzgruppen entspricht einer Filterung der Schallsignale:
- bis zu einer Frequenz von 500 Hz durch 100 Hz breite Filter
- bei höheren Frequenzen haben die Filter näherungsweise die Breite einer Terz (Terzfilter).

Aus der Sicht der Signalverarbeitung folgt das Gehör mit dieser Wahl der Frequenzgruppen einem optimalen Kompromiss (Details s. u.):
- Die Frequenzgruppen sind mit mindestens 100 Hz breit genug, dass bei einer Reaktionszeit von 10 ms eine schnelle Auswertung der Schallsignale möglich ist.
- Die Frequenzgruppen sind andererseits schmal genug (maximal eine kleine Terz), dass eine leichte Analyse von Signalphasen und Hüllkurven möglich ist, um hieraus die Schalleinfallsrichtung zu bestimmen.

### Reaktionszeit
Jeder Filter benötigt eine gewisse Zeit zum Einschwingen. Diese Zeit ist umgekehrt proportional zur Bandbreite des Filters.
Die Frequenzgruppenfilter des Gehörs mit einer minimalen Bandbreite von 100 Hz benötigen somit maximal 1/100 Hz = 10 ms zum Einschwingen. Das heißt: erst 10 ms nach dem Einsetzen eines Schallsignals ist der Schalleindruck stabil, erst dann kann sich das Gehör auf die Informationen verlassen.
Eine Auswertung mit schmaleren Frequenzgruppen würde dazu führen, dass das Gehör länger warten muss, bis eine verlässliche akustische Information vorliegt.

### Richtungsbestimmung
Um die Richtung einer Schallquelle zu bestimmen, wertet das Gehör die Phase bzw. die Hüllkurve der Signale in den Frequenzgruppen aus.
Dies ist nur dann besonders einfach, wenn die Signale in den Frequenzgruppen den Charakter von modulierten Sinussignalen haben. Hierzu muss folgendes erfüllt sein:
- damit eine Auswertung der Phase nicht durch Obertöne erschwert wird, muss eine Frequenzgruppe wesentlich schmaler sein als eine Oktave, da sich eine Oktave über dem Grundton der erste (mögliche) Oberton befindet.
- die Hüllkurve darf sich, gemessen an der Mittenfrequenz der Frequenzgruppe, nur relativ langsam ändern, damit sie auswertbar ist. Dazu muss die Bandbreite der Frequenzgruppe wesentlich kleiner sein als die enthaltenen Frequenzen, d. h., sie muss wesentlich unterhalb einer halben Oktave bleiben.

Beide Randbedingungen werden erfüllt mit einer Frequenzgruppen-Breite von einer kleinen Terz (einer Vierteloktave).

## Technische Anwendung
Audiodatenkompressionsverfahren wie MP3 ahmen die Verarbeitung des menschlichen Gehörs nach. Auch hier werden die Signale in Frequenzgruppen bearbeitet und dabei Informationen entfernt, die das Gehör innerhalb der Frequenzgruppen nicht wahrnehmen kann. Dieses führt zu einer erheblichen Datenreduktion.